# Moses Simon
Moses Daddy-Ajala Simon (Jos (Nigeria), 12 juli 1995) is een Nigeriaanse voetballer die bij voorkeur als vleugelaanvaller speelt. In mei 2020 verruilde hij het Spaanse Levante UD voor het Franse FC Nantes, dat hem eerder al van Levante huurde. In 2015 debuteerde hij voor het nationale elftal van Nigeria.

## Clubcarrière

### Jeugd
Moses Daddy, geboren in Jos, speelde als jeugdspeler bij de GBS Academy.

### Op proef bij Ajax
Op 10 mei 2013 werd bekendgemaakt dat Moses Simon tijdens de voorbereiding op het seizoen 2013/14 bij AFC Ajax op proef zou gaan. Moses Simon werd onder meer gelinkt aan Liverpool FC en Tottenham Hotspur. Op 13 juli 2013 maakte Moses Simon zijn officieuze debuut voor Ajax in een oefenwedstrijd tegen De Graafschap waarin hij ook direct trefzeker was. Dit bleef echter zijn enige (oefen)wedstrijd voor Ajax nadat Ajax besloot Moses Simon geen contract aan te bieden.

### AS Trenčín
Op 13 januari 2014 tekende hij samen met Kingsley Madu een driejarig contract bij AS Trenčín. Op 1 maart 2014 maakte Simon zijn debuut in een thuiswedstrijd tegen MŠK Žilina die met 2-1 werd gewonnen. Zijn eerste doelpunt voor Trenčín scoorde hij op 22 maart 2014 in een thuiswedstrijd tegen FC Nitra. Simon maakte op 17 juli 2014 zijn Europese debuut voor Trenčín in de UEFA Europa League thuiswedstrijd tegen FK Vojvodina waarin hij drie doelpunten in de 4-0 overwinning voor zijn rekening nam.

### KAA Gent
Tijdens de wintertransferperiode werd de naam van Simon in verband gebracht met Ajax, waar hij al eerder op proef was geweest, sc Heerenveen en Tottenham Hotspur. Op 7 januari 2015 werd bekendgemaakt dat KAA Gent een akkoord had bereikt met AS Trenčín over de transfer van Simon, die dezelfde dag nog een contract tot 2018 tekende. Zijn officiële competitiedebuut maakte Simon op 17 januari 2015 in de uitwedstrijd tegen Royal Mouscron-Péruwelz die met 3-1 werd gewonnen. Simon kwam na 80 minuten in de ploeg voor Benito Raman. In de bekerwedstrijd tegen KSC Lokeren viel Simon wederom in voor Benito Raman. Hij werd na amper 38 seconden van het veld gestuurd door scheidsrechter Wim Smet. Simon stond op de voet van Koen Persoons. In zijn eerste volledige competitiematch, tegen KSC Lokeren, scoorde Simon een hattrick. In totaal scoorde hij dat seizoen 7 doelpunten in 17 competitiewedstrijden en veroverde hij met Gent de landstitel. Ook de daaropvolgende seizoenen bleef hij een belangrijke speler voor Gent. In januari 2016 verlengde hij er zijn contract tot 2019.
Sinds januari 2018 werd hij door de Belgische voetbalbond als een in België opgeleide speler beschouwd omdat hij tussen zijn 18 en 21 ononderbroken bij een Belgische club onder contract stond.

### Levante
In augustus 2018 tekende Simon een contract voor vijf seizoenen bij het Spaanse Levante UD.

### FC Nantes
In augustus 2019 werd Simon voor één seizoen overgenomen op huurbasis met aankoopoptie door de Franse eersteklasser FC Nantes. Simon speelde er dat seizoen 30 wedstrijden waarin hij negen doelpunten en acht assists afleverde. De supporters van Nantes verkozen hem tot speler van het seizoen. Na het seizoen lichtte Nantes de aankoopoptie en Simon maakte voor 5 miljoen euro definitief de overgang naar de Franse club.

## Clubstatistieken
| Seizoen     | Club        | Competitie         | Competitie | Competitie | Competitie | Beker | Beker | Beker | Internationaal | Internationaal | Internationaal | Totaal | Totaal | Totaal |
| Seizoen     | Club        | Competitie         | Wed.       | Dlp.       | Ass.       | Wed.  | Dlp.  | Ass.  | Wed.           | Dlp.           | Ass.           | Wed.   | Dlp.   | Ass.   |
| ----------- | ----------- | ------------------ | ---------- | ---------- | ---------- | ----- | ----- | ----- | -------------- | -------------- | -------------- | ------ | ------ | ------ |
| 2013/14     | AS Trenčín  | Corgoň Liga        | 14         | 7          | 3          | 0     | 0     | 0     | —              | —              | —              | 14     | 7      | 3      |
| 2014/15     | AS Trenčín  | Corgoň Liga        | 19         | 6          | 7          | 1     | 1     | 0     | 4              | 3              | 0              | 24     | 10     | 7      |
| Club Totaal | Club Totaal | Club Totaal        | 33         | 13         | 10         | 1     | 1     | 0     | 4              | 3              | 0              | 38     | 17     | 10     |
| 2014/15     | KAA Gent    | Jupiler Pro League | 17         | 7          | 4          | 3     | 0     | 0     | —              | —              | —              | 20     | 7      | 4      |
| 2015/16     | KAA Gent    | Jupiler Pro League | 32         | 3          | 2          | 4     | 0     | 1     | 5              | 0              | 1              | 41     | 3      | 4      |
| 2016/17     | KAA Gent    | Jupiler Pro League | 30         | 5          | 4          | 2     | 0     | 0     | 10             | 0              | 3              | 42     | 5      | 7      |
| 2017/18     | KAA Gent    | Jupiler Pro League | 29         | 6          | 3          | 2     | 0     | 0     | 2              | 0              | 0              | 33     | 6      | 3      |
| Club Totaal | Club Totaal | Club Totaal        | 108        | 21         | 13         | 11    | 0     | 1     | 17             | 0              | 4              | 136    | 21     | 18     |
| 2018/19     | Levante UD  | Primera División   | 19         | 1          | 1          | 4     | 0     | 0     | —              | —              | —              | 23     | 1      | 1      |
| Club Totaal | Club Totaal | Club Totaal        | 19         | 1          | 1          | 4     | 0     | 0     | 0              | 0              | 0              | 23     | 1      | 1      |
| 2019/20     | → FC Nantes | Ligue 1            | 26         | 5          | 5          | 4     | 4     | 3     | —              | —              | —              | 30     | 9      | 8      |
| 2020/21     | FC Nantes   | Ligue 1            | 35         | 6          | 6          | 1     | 0     | 0     | —              | —              | —              | 36     | 6      | 6      |
| 2021/22     | FC Nantes   | Ligue 1            | 21         | 3          | 7          | 2     | 0     | 0     | —              | —              | —              | 23     | 3      | 7      |
| Club Totaal | Club Totaal | Club Totaal        | 82         | 14         | 18         | 7     | 4     | 3     | 0              | 0              | 0              | 89     | 18     | 21     |
| TOTAAL      | TOTAAL      | TOTAAL             | 242        | 49         | 42         | 23    | 5     | 4     | 21             | 3              | 4              | 286    | 57     | 50     |

## Interlandcarrière
Simon werd voor het eerst opgeroepen voor het Nigeriaans voetbalelftal op 17 maart 2015. Op 25 maart mocht hij op het uur invallen tegen Oeganda. Nigeria verloor de wedstrijd met 0-1. Op 29 maart startte Simon tegen Zuid-Afrika (1-1). Hij werd bij de rust vervangen. Zijn eerste doelpunt voor Nigeria maakte hij tijdens een oefeninterland tegen Niger op 8 september 2015.

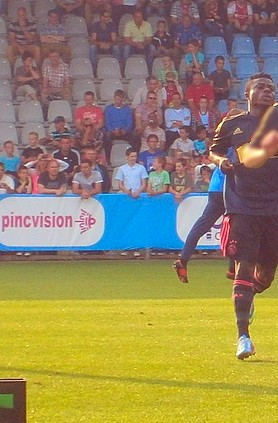
Moses Simon op proef bij Ajax, 2013

| Interlands van Moses Simon voor Nigeria | Interlands van Moses Simon voor Nigeria | Interlands van Moses Simon voor Nigeria | Interlands van Moses Simon voor Nigeria | Interlands van Moses Simon voor Nigeria | Interlands van Moses Simon voor Nigeria | Interlands van Moses Simon voor Nigeria |
| №                                       | Datum                                   | Wedstrijd                               | Uitslag                                 | Soort wedstrijd                         | Doelpunten                              | Assists                                 |
| Als speler van KAA Gent                 | Als speler van KAA Gent                 | Als speler van KAA Gent                 | Als speler van KAA Gent                 | Als speler van KAA Gent                 | Als speler van KAA Gent                 | Als speler van KAA Gent                 |
| --------------------------------------- | --------------------------------------- | --------------------------------------- | --------------------------------------- | --------------------------------------- | --------------------------------------- | --------------------------------------- |
| 1.                                      | 25 maart 2015                           | Nigeria – Oeganda                       | 0 – 1                                   | vriendschappelijk                       | 0                                       | 0                                       |
| 2.                                      | 29 maart 2015                           | Zuid-Afrika − Nigeria                   | 1 – 1                                   | vriendschappelijk                       | 0                                       | 0                                       |
| 3.                                      | 5 september 2015                        | Tanzania − Nigeria                      | 0 – 0                                   | Kwalificatie Afrika Cup 2017            | 0                                       | 0                                       |
| 4.                                      | 8 september 2015                        | Nigeria − Niger                         | 2 – 0                                   | vriendschappelijk                       | 1                                       | 0                                       |
| 5.                                      | 8 oktober 2015                          | Nigeria − Congo-Kinshasa                | 0 – 2                                   | vriendschappelijk                       | 0                                       | 0                                       |
| 6.                                      | 11 oktober 2015                         | Nigeria − Kameroen                      | 3 – 0                                   | vriendschappelijk                       | 1                                       | 0                                       |
| 7.                                      | 13 november 2015                        | Swaziland − Nigeria                     | 0 – 0                                   | Kwalificatie WK 2018                    | 0                                       | 0                                       |
| 8.                                      | 17 november 2015                        | Nigeria − Swaziland                     | 2 – 0                                   | Kwalificatie WK 2018                    | 1                                       | 0                                       |
| 9.                                      | 25 maart 2016                           | Nigeria – Egypte                        | 1 – 1                                   | Kwalificatie Afrika Cup 2017            | 0                                       | 0                                       |
| 10.                                     | 27 mei 2016                             | Nigeria – Mali                          | 1 – 0                                   | vriendschappelijk                       | 0                                       | 0                                       |
| 11.                                     | 31 mei 2016                             | Luxemburg – Nigeria                     | 1 – 3                                   | vriendschappelijk                       | 0                                       | 1                                       |
| 12.                                     | 3 september 2016                        | Nigeria – Tanzania                      | 1 – 0                                   | Kwalificatie Afrika Cup 2017            | 0                                       | 0                                       |
| 13.                                     | 9 oktober 2016                          | Zambia – Nigeria                        | 1 – 2                                   | Kwalificatie WK 2018                    | 0                                       | 0                                       |
| Totaal                                  | Totaal                                  | Totaal                                  | Totaal                                  | Totaal                                  | 3                                       | 1                                       |

Bijgewerkt t/m 9 oktober 2016.

## Erelijst
| Belgisch Landskampioen | 1x | 2014/15 |
| Belgische Supercup     | 1x | 2015    |